# Heraldická společnost v Praze
Heraldická společnost v Praze (HSP) je český spolek se sídlem v Praze, který si klade za cíl pěstovat teoreticky i prakticky heraldiku a další pomocné vědy historické – především genealogii, sfragistiku, vexilologii a faleristiku. Společnost pořádá přednášky a vydává Heraldickou ročenku (HR). Je to jediná česká samostatná heraldická organizace. Myšlenku založení měl již v roce 1943 heraldik Josef Milde (1900–1968), kterého lze považovat za duchovního otce nezávislé heraldické společnosti.

## Historie

### Období 1943–1950
Počátky samostatné heraldické instituce lze najít již v červenci 1943, kdy se sešlo prvních několik heraldiků k utvoření samostatné heraldické organizace v Československu. Schůzky pořádal ve svém pražském bytě uznávaný heraldik Josef Milde, jenž v letech 1943–1945 vydával Heraldický dopis (vyšlo celkem 27 čísel). Kvůli politické situaci nebylo možné založit spolek, sdružující zájemce o heraldiku. V této době stále existovaly, i přes válečnou situaci, Rodopisná společnost československá a Jednota starých českých rodů, které obě podporovaly heraldiku, i když to nebylo jejich hlavním cílem, nýbrž jedním z řady prostředků vedoucích k jejich cílům. Bylo rozhodnuto se připojit pod Jednotu starých českých rodů – v březnu 1944 byl proto založen Heraldický odbor Jednoty starých českých rodů. I přes vřelé vztahy s Jednotou se rozhodlo několik lidí kolem Josefa Mildeho založit samostatnou Heraldickou společnost v Československu. Počátkem roku 1946 byla založena Heraldická společnost, která v letech 1948–1949 vydávala Heraldický časopis (vyšlo celkem 5 čísel). K zániku došlo patrně v roce 1949 nebo 1950.

### Období 1968–1973
Na konci 60. let došlo k politickému a kulturnímu uvolnění a také zakládání spolků. Josef Milde opět oprášil svojí myšlenku na samostatnou heraldickou organizaci. Částečně se to podařilo až v roce 1968, v rámci Heraldické sekce Klubu vojenské historie při 28. základní organizaci Svazarmu. Klub vydával Erbovní sešity v letech 1968–1971 (vyšlo celkem 10 sešitů). Bohužel Josef Milde zemřel v roce 1968, krátce po založení, a již se nemohl účastnit další heraldické činnosti. Klub byl však v roce 1973 opět zrušen a tak zájemci o heraldiku hledali jiné útočiště. Výbor České numismatické společnosti projevil porozumění pro vývoj heraldiky a svým rozhodnutím dal 10. května 1974 souhlas k ustavení Heraldického klubu České numismatické společnosti.

### Období 1974–1989
Ustavující schůze Heraldického klubu České numismatické společnosti proběhla 25. května 1974, kdy byl zvolen výbor ve složení: Zdeněk Maria Zenger (předseda), Jaromír Stach (místopředseda), Milan Buben (jednatel), Rudolf Jukl (hospodář), Pavel R. Pokorný (ediční referent) a Alfred Ch. Wierer (herold). V prosinci 1974 vyšla první Heraldická ročenka v nákladu 350 výtisků. Redakční rada Heraldické ročenky, vydávané každoročně, působila ve složení: Milan Buben, Pavel R. Pokorný a Zdeněk Maria Zenger. Dne 4. července 1978 došlo k přejmenování na Česká numismatická společnost – pobočka Heraldika. V roce 1984 se stal předsedou Milan Buben a místopředsedou Stanislav Hošťálek, čestným předsedou byl Zdeněk Maria Zenger. Heraldická společnost vydržela fungovat až do roku 1989, kdy přišla změna režimu a uvolnění spolkového sdružování.

### Období 1990–současnost
V roce 1990 se naplnilo přání heraldika Josefa Mildeho o samostatné heraldické instituci. Dne 26. června 1990 se sešla ustavující valná hromada Heraldické společnosti v Praze. Předsedou HSP byl zvolen Milan Buben a místopředsedou Stanislav Hošťálek. Milan Buben byl předsedou až do roku 1994, kdy ho vystřídal Pavel R. Pokorný. Ten vedl HSP až do roku 2010, kdy se stal čtvrtým předsedou dlouholetý člen HSP Stanislav Hošťálek. Pátým předsedou HSP se stal v lednu 2023 Daniel Lang.